# Benjamin Ellicott

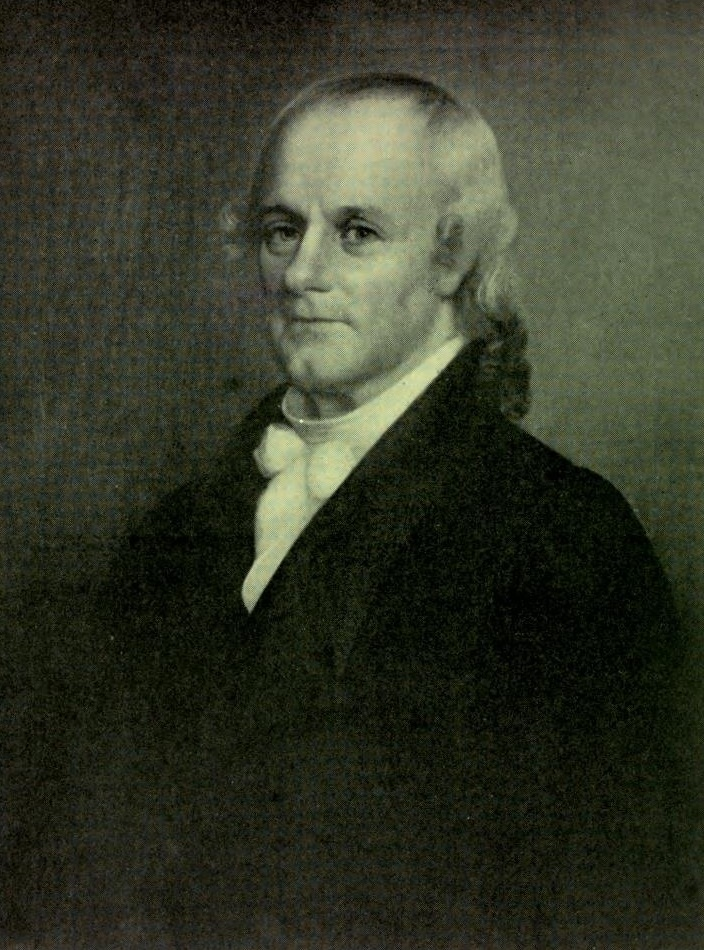
Benjamin Ellicott

Benjamin Ellicott (* 17. April 1765 in Ellicotts Mills, Province of Maryland; † 10. Dezember 1827 in Williamsville, New York) war ein US-amerikanischer Jurist und Politiker. Zwischen 1817 und 1819 vertrat er den Bundesstaat New York im US-Repräsentantenhaus.

## Leben
Benjamin Ellicott wurde ungefähr zehn Jahre vor dem Ausbruch des Unabhängigkeitskrieges im Howard County geboren. 1789 begleitete er seine Brüder Andrew  und Joseph auf einer Vermessungsreise nach Oberkanada, um die westliche Grenze von New York zu bestimmen. Er arbeitete als Landvermesser und technischer Zeichner für die Holland Land Co. in New York und Pennsylvania. 1803 war er einer der ersten First Judges am Court of Common Pleas im Genesee County mit Amtssitz in Batavia.
Als Gegner einer zu starken Zentralregierung schloss er sich in jener Zeit der von Thomas Jefferson gegründeten Demokratisch-Republikanischen Partei an. Bei den Kongresswahlen des Jahres 1816 für den 15. Kongress wurde Ellicott im 21. Wahlbezirk von New York in das US-Repräsentantenhaus in Washington, D.C. gewählt, wo er am 4. März 1817 die Nachfolge von Micah Brooks und Archibald S. Clarke antrat, welche zuvor zusammen den 21. Distrikt im US-Repräsentantenhaus vertraten. Er erlitt bei seiner Wiederwahlkandidatur 1818 eine Niederlage und schied nach dem 3. März 1819 aus dem Kongress aus.
Ellicott zog sich vom aktiven Geschäftsleben zurück und ließ sich 1826 in Williamsville im Erie County nieder, wo er am 10. Dezember 1827 verstarb. Sein Leichnam wurde auf dem lokalen Friedhof beigesetzt, aber 1849 nach Batavia auf den gleichnamigen Friedhof umgebettet.